# Aethomys thomasi
Aethomys thomasi es una especie de roedor de la familia Muridae.

## Distribución geográfica
Se encuentra solo en Angola.

## Hábitat
Su hábitat natural son: clima tropical o subtropical, matorral seco.